# Bruce Enns
Bruce Enns (* 1944/1945) ist ein kanadischer Basketballtrainer.

## Leben
Der aus Winnipeg stammende Enns begann 1958 als Jugendlicher seine Laufbahn als Basketballtrainer an der kanadischen Schule Mennonite Brethren Collegiate Institute in Winnipeg. 1973 übernahm er das Traineramt der Herrenmannschaft an der University of Winnipeg, welches er bis 1985 innehatte. Im selben Jahr wurde er Trainer der University of British Columbia. Er betreute die UBC-Mannschaft in 15 Spielzeiten und führte sie in die Spitzengruppe im kanadischen Collegebasketball. 1987 wurde British Columbia unter Enns’ Leitung kanadischer Vizemeister, 1992 und 1996 erreichte man das Halbfinale. 1978 (als Trainer von Winnipeg), 1990, 1991 und 1996 (während seiner Amtszeit an der University of British Columbia) wurde Enns als Trainer des Jahres der kanadischen Collegeliga ausgezeichnet. 2001 wurde er in die Basketball-„Hall-of-Fame“ der Provinz Manitoba aufgenommen. Enns gehörte unter drei verschiedenen Trainern als Assistent zum Stab der kanadischen Herrennationalmannschaft.
Zu Beginn der Saison 2000/01 war Enns Trainer des irischen Klubs Clare Jets, allerdings zog sich die Mannschaft bereits im Oktober 2000 aus dem Spielbetrieb zurück. Enns war während seiner Trainerkarriere auch in China, Frankreich, Japan, Jordanien, Neuseeland, auf den Philippinen, in Südkorea und den Vereinigten Staaten tätig. In Österreich trainierte er den Bundesligisten UBC Mattersburg, es kam im Oktober 2001 zur Trennung. In der Saison 2002/03 bis Februar 2003 war er in Deutschland Trainer des Zweitligisten BBC Bayreuth. Enns machte in Bayreuth Marco Amelow zu seinem Assistenten, der seine Nachfolge antrat, als Enns das Amt in Bayreuth aufgab.
Im Bereich Rollstuhlbasketball trainierte Enns den RSV Bayreuth, gewann mit der kanadischen Damen-Nationalmannschaft 2006 die Weltmeisterschaft und gehörte ab 2009 dem Trainerstab des RSV Lahn-Dill an.